# Biesłan Mudranow
Biesłan Załdinowicz Mudranow, ros. Бесла́н Зауди́нович Мудра́нов (ur. 7 lipca 1986 w Baksanie) – rosyjski judoka, mistrz olimpijski, wicemistrz świata, oraz mistrz Europy. 
Startuje w kategorii wagowej do 60 kg. Zdobył złoty medal na Mistrzostwach Świata 2014 w Czelabińsku. Na Mistrzostwach Europy 2012 także okazał się najlepszy, podobnie jak dwa lata później podczas Mistrzostw Europy 2014 w Montpellier. 
Zdobył złoty medal Igrzysk Europejskich 2015 w Baku. W ostatnim pojedynku zwyciężył z Azerem Orxanem Səfərovem.
W 2016 roku podczas Letnich Igrzysk Olimpijskich w Rio de Janeiro wygrał rywalizację w kategorii do 60 kg, pokonując w finale Kazacha Jełdosa Smietowa.
Mistrz Rosji (2008) i wicemistrz Rosji (2009).